# Arhitektura u 1468.
◄◄ | ◄ | 1465. | 1466. | 1467. | 1468.  | 1469. | 1470. | 1471. | ► | ►►
Arhitektura • Astronomija • Glazba • Knjige • Književnost • Kršćanstvo • Medicina • Pravo • Promet • Slikarstvo • Znanost
Arhitektura u 1468.

## Hrvatska i u Hrvata

### Zgrade i druge građevine
- Sagrađena Crkva sv. velikomučenika Jurja u Kninskom Polju

## Vanjske poveznice
|  | Zajednički poslužitelj ima još gradiva o temi Arhitektura u 1460-im |